# 거창 송림사지 석조여래좌상
거창 송림사지 석조여래좌상(居昌 松林寺址 石造如來坐像)은 대한민국 경상남도 거창군 거창박물관에 있는 석조여래좌상이다.
1996년 3월 11일 경상남도의 유형문화재 제311호 송림사지 석조여래좌상으로 지정되었다가, 2018년 12월 20일 현재의 명칭으로 변경되었다.

## 개요
박물관 야외전시장에 전시되어 있는 석불은 마리면 말흘리 송림망르의 절터에서 출토되어 마리중학교에 보관되어 있던 것은 박물관 개관시 옮겨온 것이다. 전체적으로 불상은 하반신 부분이 깨어져 나가고 마멸이 심한 편이다. 부분적으로 머리는 소발에 육계가 낮은 편이며 얼굴에는 자비로운 미소가 엿보임. 대의는 통견의이며, 양 어깨와 소매자락에는 평행밀집문이 뚜렷하다. 양손은 마멸되어 불분명하지만, 손의 위치로 보아 지권인일 가능성이 크다. 대좌는 송림마을에 있던 것을 이곳으로 옮기면서 짜맞춘 것으로 하대석은 심하게 파손되었다. 특히 중대석에는 나한상이 부각되어 있어 이채로움. 다소 마멸이 되고 손상이 있으나 좌대를 갖춘 통일신라 시대의 우수한 석불이다.

## 참고 문헌
- 거창 송림사지 석조여래좌상 - 국가유산청 국가유산포털